# Gabriela da Costa
Gabriela da Costa est une joueuse internationale sud-africaine de rink hockey née le 13 mars 2000. 

## Palmarès
En 2016, elle participe au championnat du monde.